# EN2
EN2 (англ. Engrailed homeobox 2) – білок, який кодується однойменним геном, розташованим у людей на короткому плечі 7-ї хромосоми. Довжина поліпептидного ланцюга білка становить 333 амінокислот, а молекулярна маса — 34 211.
| 10         |  | 20         |  | 30         |  | 40         |  | 50         |
| ---------- |  | ---------- |  | ---------- |  | ---------- |  | ---------- |
| MEENDPKPGE |  | AAAAVEGQRQ |  | PESSPGGGSG |  | GGGGSSPGEA |  | DTGRRRALML |
| PAVLQAPGNH |  | QHPHRITNFF |  | IDNILRPEFG |  | RRKDAGTCCA |  | GAGGGRGGGA |
| GGEGGASGAE |  | GGGGAGGSEQ |  | LLGSGSREPR |  | QNPPCAPGAG |  | GPLPAAGSDS |
| PGDGEGGSKT |  | LSLHGGAKKG |  | GDPGGPLDGS |  | LKARGLGGGD |  | LSVSSDSDSS |
| QAGANLGAQP |  | MLWPAWVYCT |  | RYSDRPSSGP |  | RSRKPKKKNP |  | NKEDKRPRTA |
| FTAEQLQRLK |  | AEFQTNRYLT |  | EQRRQSLAQE |  | LSLNESQIKI |  | WFQNKRAKIK |
| KATGNKNTLA |  | VHLMAQGLYN |  | HSTTAKEGKS |  | DSE        |  |            |

A: Аланін

C: Цистеїн

D: Аспарагінова кислота

E: Глутамінова кислота

F: Фенілаланін

G: Гліцин

H: Гістидин

I: Ізолейцин

K: Лізин

L: Лейцин

M: Метіонін

N: Аспарагін

P: Пролін

Q: Глутамін

R: Аргінін

S: Серин

T: Треонін

V: Валін

W: Триптофан

Кодований геном білок за функцією належить до білків розвитку. 
Білок має сайт для зв'язування з ДНК. 
Локалізований у ядрі.